# 吉澤太一
吉澤 太一（よしざわ たいち、1991年7月18日 - ）は、ジャパンラグビーリーグワンレッドハリケーンズ大阪に所属するラグビーユニオン選手。

## プロフィール
- 埼玉県熊谷市出身[1]。
- ポジションはフルバック(FB)。
- 身長 171 cm、体重 75 kg
- ニックネームはタイチ、たいちゃん。
- 7人制日本代表に選ばれたことがある[2]。

## 略歴
2010年、正智深谷高校卒業後、立正大学に入学する。
2013年、立正大学ラグビー部の主将に就任し、ユニバーシアード競技大会の7人制日本代表に選ばれた。
2014年、立正大学卒業後、コカ・コーラレッドスパークスに加入。同年10月19日に行われたジャパンラグビートップリーグ第7節の近鉄ライナーズ戦にて先発出場で公式戦初出場を果たす。
2018年、ラグビーワールドカップセブンズ2018の7人制日本代表に選ばれた。
2021年、NTTドコモレッドハリケーンズ大阪(現・レッドハリケーンズ大阪)に加入。
2024年、パリ2024五輪の7人制ラグビー日本代表バックアップメンバーに選ばれた。

## 受賞歴

### ジャパンラグビーリーグワン
- 2022-23リーグワンMVP(DIVISION 3), プレーヤー・オブ・ザ・シーズン (DIVISION 3)